# مجمعة أخبار

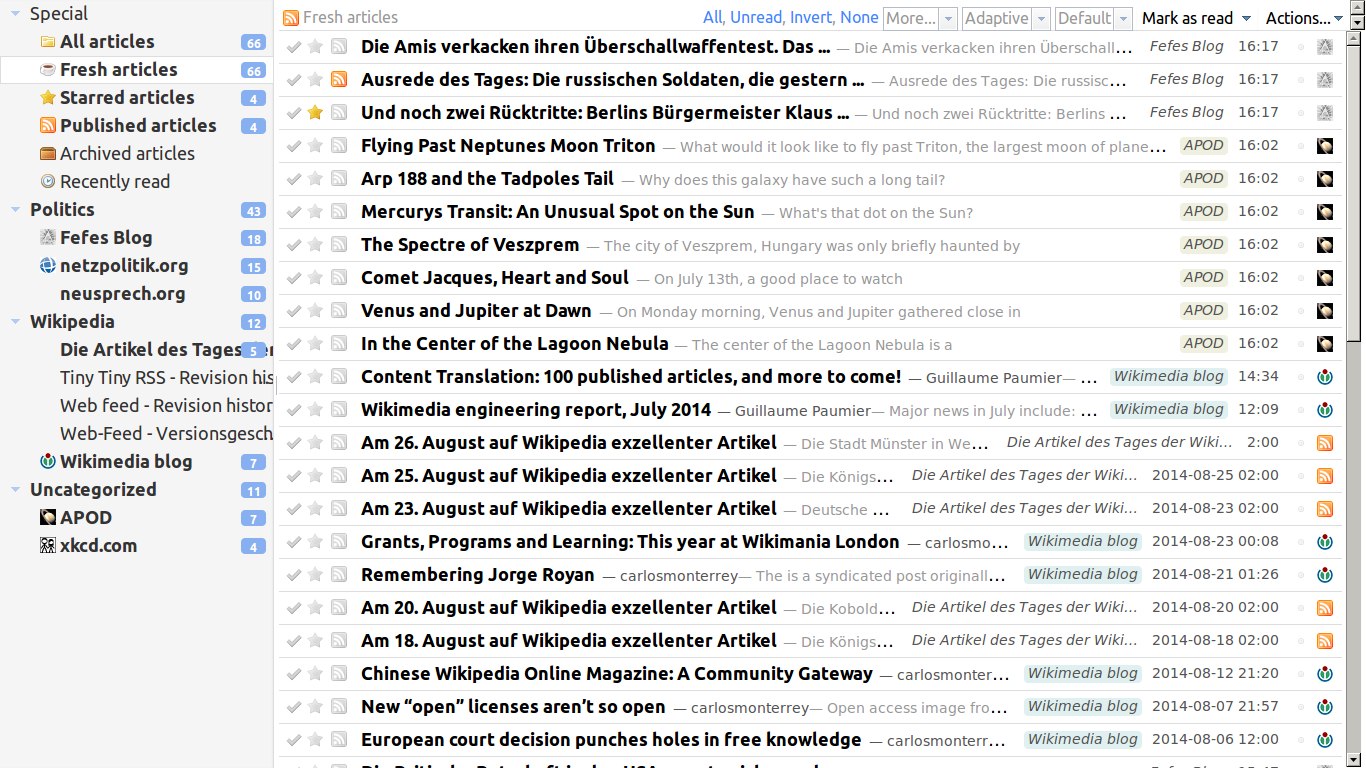
واجهة برمجية "تايني تايني أر إس إس".

مجمعة أخبار هو مصطلح مستخدم في مجال الحوسبة يدل على آلية إلكترونية تجمع محتويات صفحة ويب نقابية، (مثل مواقع الأخبار، المدونات، المدونات الصوتية والمرئية) في موقع واحد لتسهيل مطالعتها. ويمكن أن يكون المجمع تطبيق حاسوبي أو صفحة على الإنترنت.

## التسمية
مصطلح «مجمعة أخبار» هو ترجمة ل(بالإنجليزية: News Aggregator)‏. وهناك تعابير أخرى مستعملة بالإنجليزية لنفس المصطلح منها "Feed aggregator" (مجمعة تلقيم)، "news reader" (قارئة أخبار)، "feed reader" (قارئة تلقيم) و"RSS reader" (قارئة أر أس أس) أو ببساطة "aggregator" (مجمعة).

## مجمعات وسائل الإعلام
يطلق على مجمعات وسائل الإعلام في بعض الأحيان مصطلح «لاقط الجيب» (بالإنجليزية: podcatcher، بودكاتشر)‏ وذلك لشيوع استعمال كلمة «بودكاست» (تدوين صوتي) وهي تلقينات انترنتية تحتوي مواداً مرئية أو صوتية ويمكن أن تكون تطبيقات حاسوبية أو صفحات ويب. ويمكن لهذه المُجمّعات تحميل الوسائط على جهاز محمول أو تشغيل الوسائط من خلال التطبيقات.